# Сарі-Бейґлуй-є-Мааїн
Сарі-Бейґлуй-є-Мааїн (перс. ساری‌بیگلوی معین‎‎) — село в Ірані, входить до складу дехестану Північний Барандузчай у Центральному бахші шахрестану Урмія провінції Західний Азербайджан.